# Kasteel van Leeuwergem
Het Kasteel van Leeuwergem is een omgracht kasteel op het grondgebied van Elene, een deelgemeente van Zottegem in de Belgische provincie Oost-Vlaanderen. Het kasteel in de stijl van de classicistische barok (Lodewijk XVI-stijl) bevindt zich tussen de dorpscentra van Elene en Leeuwergem. Het kasteeldomein en het kasteel van Leeuwergem zijn beschermd als monument en als cultuurhistorisch landschap.
Zowel het kasteel als de tuin zijn nu in privébezit van baron Baudouin della Faille d'Huysse en barones Pauline de Villenfagne de Vogelsanck en kunnen na contact met de eigenaars bezocht worden. De tuin kan bezocht worden tijdens de jaarlijkse tuindagen in september. In 2024 werd het kasteel te koop gesteld.

## Geschiedenis

### Voormalig kasteel van de heren van Leeuwergem
Op de plek van het huidige kasteel van Leeuwergem stond waarschijnlijk vanaf het einde van de 12de eeuw al een kasteel, dat de residentie was van de Heren van Leeuwergem en Elene. De Heren van Leeuwergem en Elene waren een zijtak van de heren van Zottegem. Walterus (Walter/Wouter) II, heer van Zottegem en Wolvertem († rond 1186) had twee zonen, Walterus en Gerardus. Gerardus huwde met Beatrijs (dochter en erfgename van de Thierri, heer van Massemen), hun kleinzoon Robrecht werd rond 1275 de eerste heer van Leeuwergem en Elene. Rond 1300 splitste het overblijvende geslacht zich af in de Van Wetterens en de Van Massemens. Robrecht II van Leeuwergem († 1328) nam deel aan de slag van Woeringen en aan de Guldensporenslag. Gilbert van Leeuwergem was een van de tachtig edelen die in 1339 in Gent het verdrag ondertekenden tussen graaf van Vlaanderen Lodewijk II van Nevers en Jan III van Brabant. Gilbert van Leeuwergem was persoonlijk raadgever van Filips de Stoute, die hem in 1396 verhief tot opperste baljuw van Vlaanderen. Robrecht van Massemen († september 1430) trouwde met Elizabeth van Leeuwergem en werd zo heer van Leeuwergem. Hij was diplomaat en kamerheer onder Jan zonder Vrees en Filips de Goede, veroverde in 1417 mee Reims met Jan zonder Vrees en werd in 1430 ridder in de Orde van het Gulden Vlies. 
Robrecht van Massemen en Elizabeth van Leeuwergem lieten in de eerste helft van de 15de eeuw het kasteel van Leeuwergem herbouwen als zomerresidentie. Robrechts jongste dochter Beatrijs erfde het goed en trouwde in 1432 met Rogier Boetelin II, heer van Heule. Hun zoon Willem werd gouverneur van Kortrijk en stierf kinderloos. Zijn zus Isabelle erfde het goed en huwde met Wouter van der Gracht, opperbaljuw in 1472 onder Karel de Stoute. Zoon Frans van der Gracht werd opperbaljuw van Gent, en zijn oudste dochter Anna van der Gracht huwde na de dood van haar eerste echtgenoot met Anton van Croÿ-Chimay. Zij hadden één dochter, Anna, die Leeuwergem erfde en in 1539 trouwde met Maarten van Horne. Hun tweede zoon Joris van Horne trouwde met Lamoraal van Egmonts dochter Anna van Egmont. Tegen eind 16de eeuw bleef er na de godsdiensttroebelen (begin Tachtigjarige Oorlog) niet veel meer over van het kasteel, dat was geplunderd en in brand gestoken. In 1608 werd de heerlijkheid Leeuwergem en Elene verkocht na goedkeuring van het Parlement van Mechelen. In 1610 kocht Dame Margriet Pijnsen van der Aa het goed voor 40 100 florijnen; in 1613 erfde haar oudste zoon Filips van de Loo het goed (stierf kinderloos en werd in 1620 in de Leeuwergemse Sint-Amanduskerk begraven). Tot 1625 werd het gehavende oude kasteel herbouwd. De tweede broer van Filips (Jan-Lodewijk van de Loo) erfde het maar deze kanunnik van Sint-Gudula stierf onverwacht in Mantua in 1635. Zus Isabelle erfde het kasteel en huwde met Valentijn de Lannoy, waarop het kasteel overging op Eugeen de Lannoy en op Jean-Louis Adriaan de Lannoy. In 1640-1641 had Valentijn de Lannoy een stuk bijgebouwd aan het kasteel; in 1678 liet ook Eugeen de Lannoy er bouwwerken uitvoeren. Na de dood van Jean-Louis Adriaan de Lannoy werden de heerlijkheden Leeuwergem en Elene in 1708 toegewezen aan Louis François (Lodewijk-Frans) d'Heyne; hij liet het oude kasteel afbreken. Het ging nadien over op zijn vierde zoon Gaspar d'Heyne, die de bouwwerken liet verderzetten maar in 1761 ongehuwd stierf. Daarom werd de oudste zoon van Jeanne-Thérèse Philippine d'Heyne (geboren in 1705) en haar man graaf Emmanuel Ignace D'hane de nieuwe heer van Leeuwergem. Dit was Pierre (Pieter) Emmanuel D'hane de Steenhuyse, schepen van Gent (getrouwd in 1747 met Colette-Thérèse de la Villette).

### Huidig kasteel
Het was die Pieter Emmanuel d'Hane (1726-1786) die in 1762 het kasteel van Leeuwergem verder liet aanpassen. De belangrijkste aannemer was de Gentse bouwmeester Jean Baptist Simoens (1715-1779), alhoewel ook heel wat andere Gentse en lokale ambachtslui er hun steen toe bijdroegen. Een architect van het kasteel van Leeuwergem is niet bekend. Er wordt beweerd dat het (sinds de Franse Revolutie verdwenen) kasteel van Bellevue, gelegen in de Parijse voorstad Meudon, model stond, maar dat is niet bewezen. Bellevue werd in 1748-50 opgetrokken door Madame de Pompadour en was een creatie van architect Jean Cailleteau bijgenaamd Lassurance (1690-1755). Het huidige kasteel werd dus tussen september 1762 en eind 1764 gebouwd. Heer van Leeuwergem Jean-Baptiste d'Hane de Steenhuyse, zoon van Pierre-Emmanuel en in 1783 getrouwd met markiezin Marie Madeleine Rodriguez d'Evora y Vega, ving tijdens de Conventie na de Franse Revolutie gevluchte Franse adellijke families op in het kasteel, maar moest uiteindelijk zelf vluchten. Het kasteel werd geplunderd en openbaar verkocht voor 25 000 francs. Na de val van de Conventie keerde Jean-Baptiste uit ballingschap terug; hij moest het kasteel opnieuw aankopen om het terug te kunnen krijgen. Jean-Baptiste was later de gastheer van koning Lodewijk XVIII die in zijn herenhuis in de Veldstraat te Gent verbleef in 1815 tot aan de nederlaag van Napoleon te Waterloo. Gedurende zijn verblijf in Gent bezocht de Franse koning het kasteel van zijn gastheer te Leeuwergem. Zoon Charles d'Hane de Steenhuyse had drie dochters en een zoon die kinderloos bleef, waardoor de familienaam uitstierf in 1887. De dochter van Charles d'Hane de Steenhuyse, Clémence-Marie (1809-1866) was getrouwd met August van de Woestijne (1804-1877), en hun dochter Alix (1834-1898) werd later erfgename van het kasteel. Alix huwde haar achterneef, Leon van den Hecke de Lembeke (1834-1916), die burgemeester van Elene werd. Hun dochter Marie huwde met baron Adolf della Faille d'Huysse. Hun andere dochter Clara huwde met burggraaf de Nieulandt de Pottelsberghe en erfde het kasteel, dat ze tot aan haar dood in 1942 bewoonde. Ze liet het kasteel na aan achterneef baron Baudouin della Faille d'Huysse. Baron Idès della Faille d'Huysse (zoon van Adolf) bewoonde ook het kasteel met zijn familie en was burgemeester van Elene tot hij op 12 augustus 1944 doodgeschoten werd aan de Kasteeldreef door collaborateurs. In juni 1944 waren baron Baudouin della Faille d’Huysse en zijn broer Guy al aangehouden. Ze waren lid van de verzetsgroep Belgisch leger der partizanen. Guy della Faille werd vrijgelaten; zijn broer Baudoin werd naar Duitsland gevoerd en overleed in Bergen-Belsen. Baudouin, de oudste zoon van Idès, werd door de Duitse bezetter gearresteerd en stierf in Bergen-Belsen in 1945. Guy della Faille d'Huysse, de tweede zoon van Idès, (gehuwd met Françoise de Montpellier de Védrin) erfde het kasteel. Guy was provincieraadslid, burgemeester van Elene, na de gemeentefusies in 1970 Zottegems schepen en hij nam deel aan de Zuidpoolexpeditie van Gaston de Gerlache (1957-1959). Zijn oudste zoon, Baron Baudouin (gehuwd met barones Pauline de Villenfagne de Vogelsanck) is de huidige kasteelbewoner samen met het gezin van hun zoon Adrien.

## Interieur
In 1971 schreef musicoloog Jules van Ackere over het kasteel van Leeuwergem dat de architectuur 'aantoont wat Mozart in de muziek bewees, namelijk dat rococo en klassiek volkomen harmonieus kunnen samengaan.'
De benedenverdieping bestaat uit verschillende ruimtes, waaronder de inkomhal, het roze salon, het grijze salon, het gele salon en de eetkamer. De vertrekken zijn uitgevoerd in Lodewijk XIV-stijl, Lodewijk XV-stijl en Lodewijk XVI-stijl. De rechthoekige inkomhal met decoratief stucwerk (pilasters, sierrand) heeft twee nissen met terracotta saters die musiceren. De vloer bestaat uit witte tegels op zwarte marmeren ondergrond van de Gentse ambachtsman Judocus Spillebaut. Het roze salon ligt in het verlengde van de inkomhal. Het heeft een strakke Lodewijk XVI-aankleding met fijn stucwerk (arabesken) en een Schotse witmarmeren schouw uit het atelier van de gebroeders Adam. Op de dekplaat staan spelende kinderen met een geit in bas-reliëf afgebeeld. Er bevinden zich ook drie panelen met op maat gemaakt Chinees behangpapier uit moerbeibladeren. Het grijze salon heeft verfijnd stucwerk (bloemmotieven, rocaillemotief), een parketvloer à la Versailles met geometrische vierkanten en een marmeren Lodewijk XVI-schouw. Boven de vleugeldeuren zijn drie genrestukken geschilderd, waarschijnlijk door de 18de-eeuwse landschapsschilder Robert Hubert. Het gele salon is het kleinste salon van het kasteel en is uitgevoerd in okergele en donkergroene kleuren (Vernis Martin-techniek). Het heeft een Lodewijk XV-schouw met spiegel en liefdestafereel en twee druk beschilderde hoeknissen uit China. De eetkamer heeft een parketvloer in visgraatmotief en Lodewijk XVI-lijstwerk met weelderig uitgewerkte rocailles, schelpmotieven en bloemenslingers. Er staat een witgeaderde donkergrijs marmeren schouw met grote spiegel. Op de muren hangen toiles faintes of geschilderde doeken die wandtapijten imiteren met warme tinten, nadrukkelijke mimiek en krachtig afgelijnde landschappen. Twee doeken bleven volledig bewaard; de overige stukken werden verknipt en geïntegreerd tussen de vensters en de vleugeldeuren. Er staat in de eetkamer ook een zilveren soepterrine van Lodewijk XVIII (met opschrift donnée par le roi de France en 1815).
Vanuit de trappenhal leidt een in 1770 door timmerman Delcourt uit Zottegem vervaardigde houten rococotrap naar de verdieping, waar een vestibule ligt met twee imitatiemarmeren Toscaanse zuilen. Op de verdieping ligt de kapel die in 1764 nieuw opgetrokken werd in rococostijl. In de hoeken bevinden zich vier bustes in medaillons met afbeeldingen van de evangelisten in stucwerk. De lambrisering is met rocailles versierd en heeft imitatiemarmerschilderingen met een vergulde omlijsting.

## Kasteeltuin
De klassieke Franse rococotuin werd aangelegd tussen 1763 en 1775, eveneens op last van Pieter Emmanuel d'Hane. De tuinarchitect was hier aanvankelijk een zekere Carpentier (mogelijks de Fransman Antoine Mathieu Le Carpentier, 1709-1773), wiens oorspronkelijk ontwerp in 1914 bij een brand op een Parijse tentoonstelling verloren ging. In de tuinrealisatie vinden we invloeden van de tuinen van Belœil en van de tuintheoreticus Dezallier d'Argenville.
Kort voor 1785 begint men met de aanleg van een romantische (Engelse) landschapstuin, ten koste van een deel van de rococotuin en dit op initiatief van beide zonen van P.E. d'Hane, waaronder Emmanuel d'Hane. In het ontwerp en de realisatie van de Engelse landschapstuin werden een aantal vrijmetselaarssymbolen opgenomen. Via een aanvankelijk verborgen doorgang aan het lovertheater bereikte men (langs de standbeelden van Artemis en Apollo) het naar het oosten gerichte bos. In het bos slingert een pad langs een reeks "fabriques": een obelisk, een nu verdwenen kluizenaarshut, en Mayens Fonteyne (een nu verdwenen vaas op een sokkel waaruit water ontsprong). Via een drietal bruggetjes leidt het pad via een altaar (met lapidair steengroeveteken van de gebroeders Paternotte uit Arquennes) naar een (nu verdwenen) rond tempeltje van hout. Nadien daalt het pad verder af langs de (vervallen) astronomische toren en een graftombe op een eilandje. Die graftombe is een kopie van de tombe van Jean-Jacques Rousseau in Ermenonville, met inscriptie Carpe Diem (Pluk de dag, citaat van Horatius). Met de bouw door de Gentse architect Jacques-Jean Dutry van een (nu vervallen) astronomische uitkijktoren op het hoogste punt van de tuin (aan de straat 'Rijkbos' in Elene) in 1807 (op vraag van Jan-Baptist d'Hane) kwam er een einde aan de ontwikkeling van de tuin. Een invloed van de theorieën over "Le paysage idéal" van Jean-Jacques Rousseau, van wiens graftombe in de tuin een replica aanwezig is, is hier aannemelijk.

### Lovertheater
Uniek voor België is de aanwezigheid van het lovertheater in haagbeuk (Carpinus betulus). Er kunnen 800 toeschouwers plaatsnemen in twee rijen loges, een balkon en een parterre. In 1922 werd er Cyrano de Bergerac opgevoerd, in 1936 Médecin malgré lui. Een laatste voorstelling Egmont werd in 1954 gespeeld door het Nationaal Theater.

## Kasteeldreef
Een lange rechte dreef (Kasteeldreef) leidt van de Europaweg (N42) naar het kasteel. Tijdens de Tweede Wereldoorlog werd toenmalig burgemeester van Elene baron Idès della Faille d'Huysse in de nacht van 11 op 12 augustus 1944 uit bed gelicht en zonder proces geëxecuteerd in de Kasteeldreef door Vlaamse SS'ers en plaatselijke leden van de Dietsche Militie - Zwarte Brigade (waarschijnlijk als vergelding voor de moord op lokaal VNV-afdelingsleider Lodewijk Cousy op 5 augustus 1944 door het verzet en omdat de baron geweigerd had het Elense bevolkingsregister aan de Duitsers te overhandigen). Op de plek van de executie staat nu een herdenkingskruis, waar op 21 juli een herdenkingsplechtigheid wordt gehouden. Het dorpsplein van Elene werd naar hem vernoemd (Baron Idès della Failleplein) en aan de Onze-Lieve-Vrouw-Geboorte en Sint-Jozefkerk werd een herdenkingsplaquette opgehangen.

## Voorstelling
In 2015 werden op het kasteeldomein opnames gemaakt voor het oorlogsdrama 'The Exception' van David Leveaux.

## Afbeeldingen

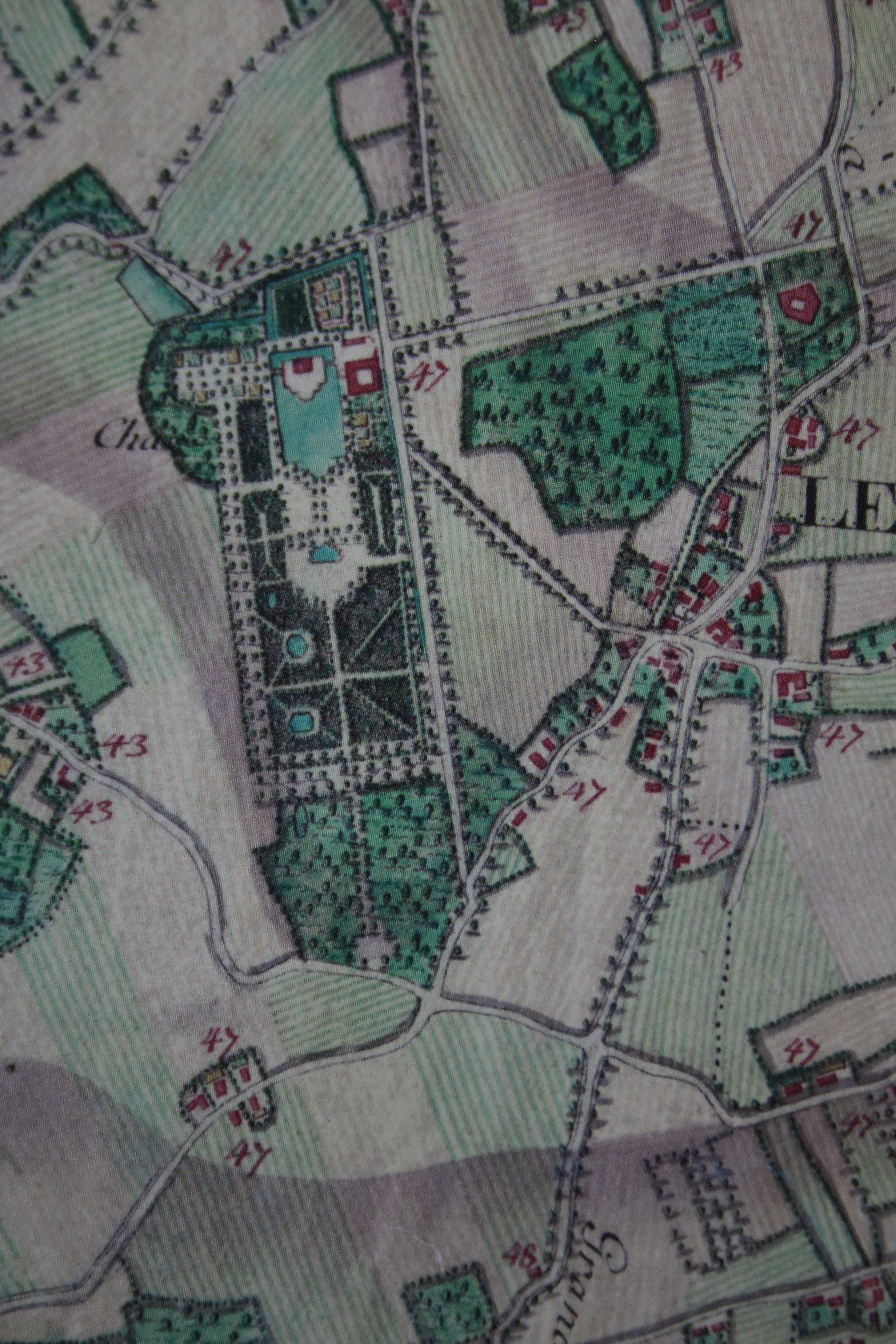
Kasteel van Leeuwergem op de Ferrariskaart
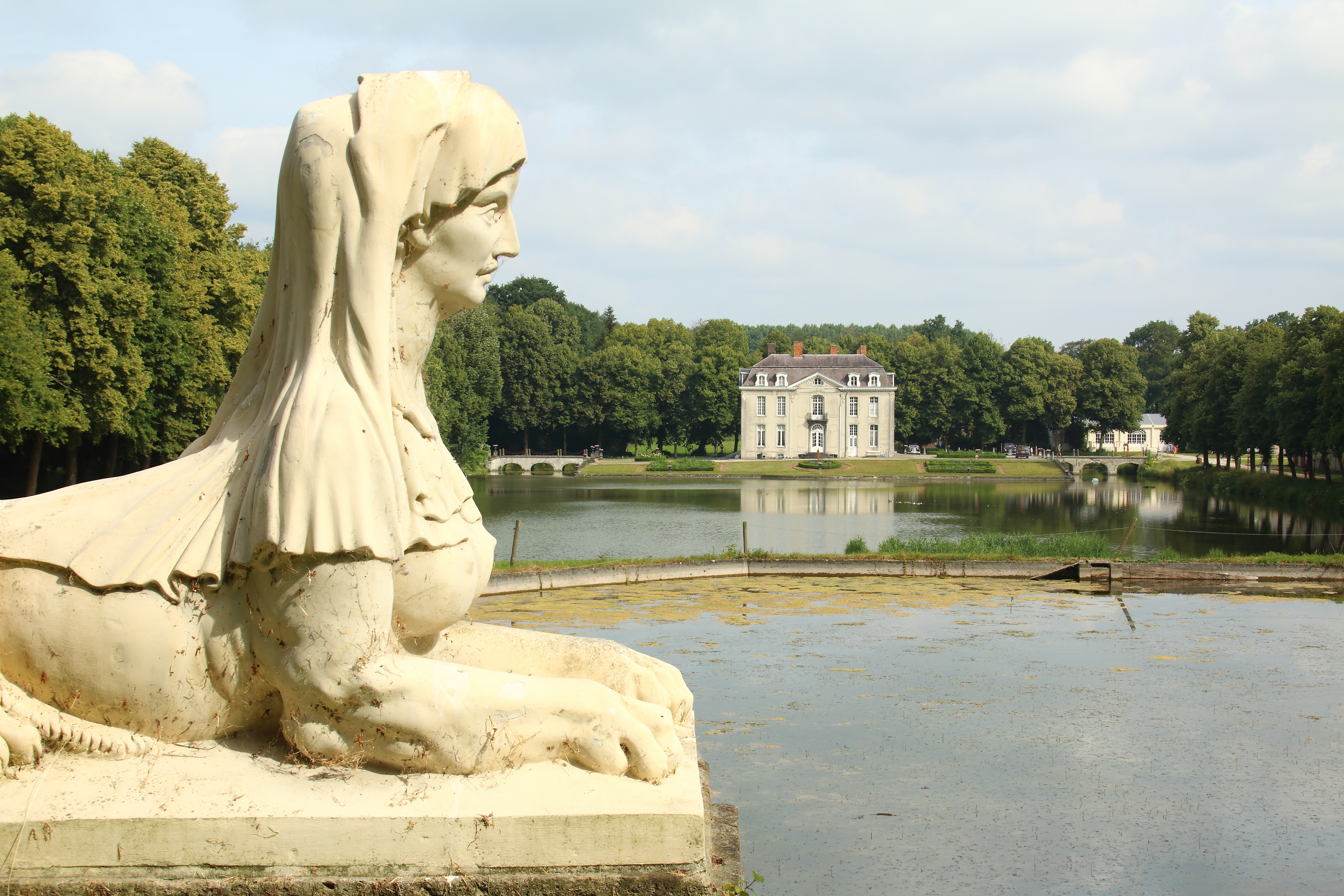
Zicht op het kasteel en de kasteelvijver vanaf de sfinxenvijver
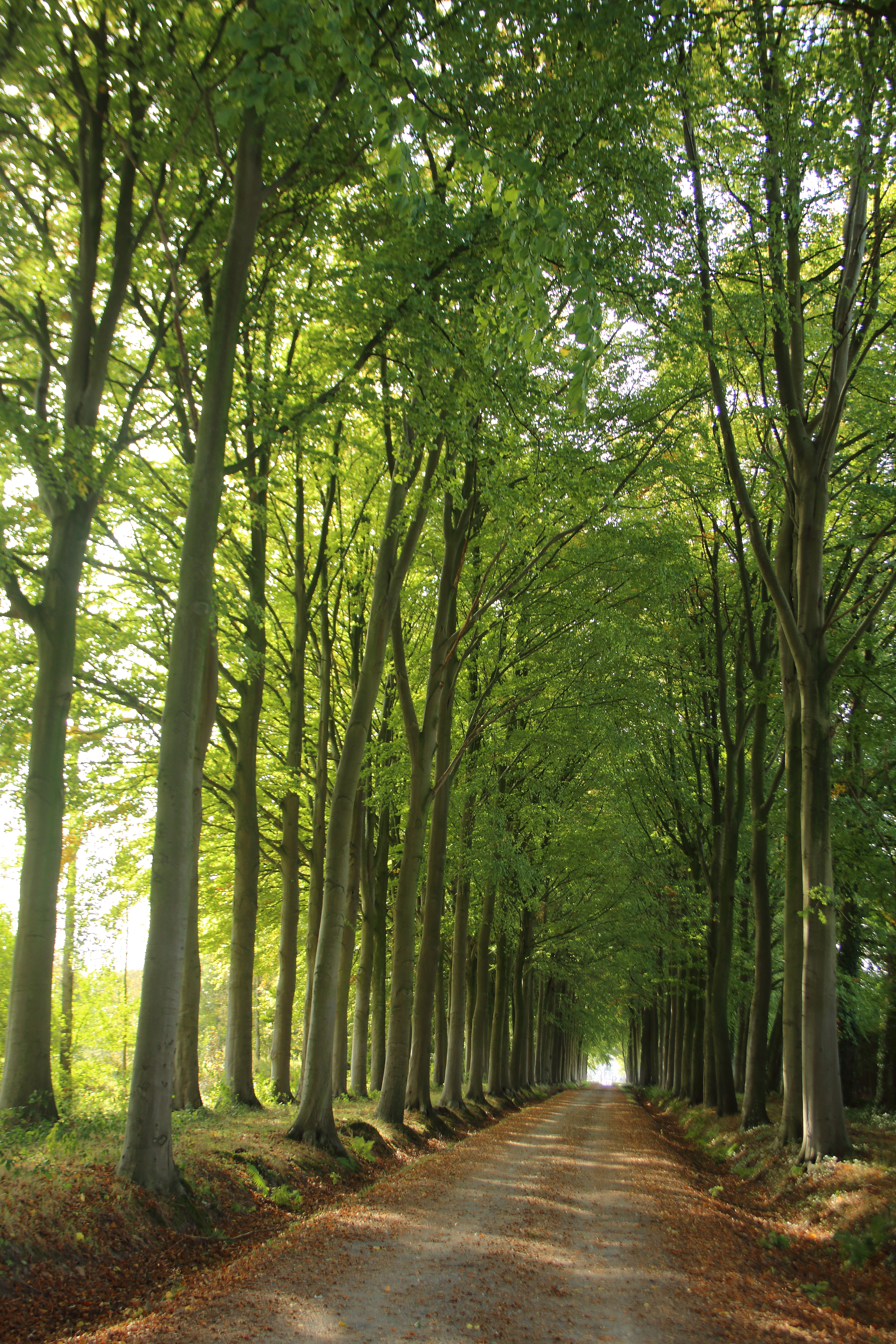
Kasteeldreef
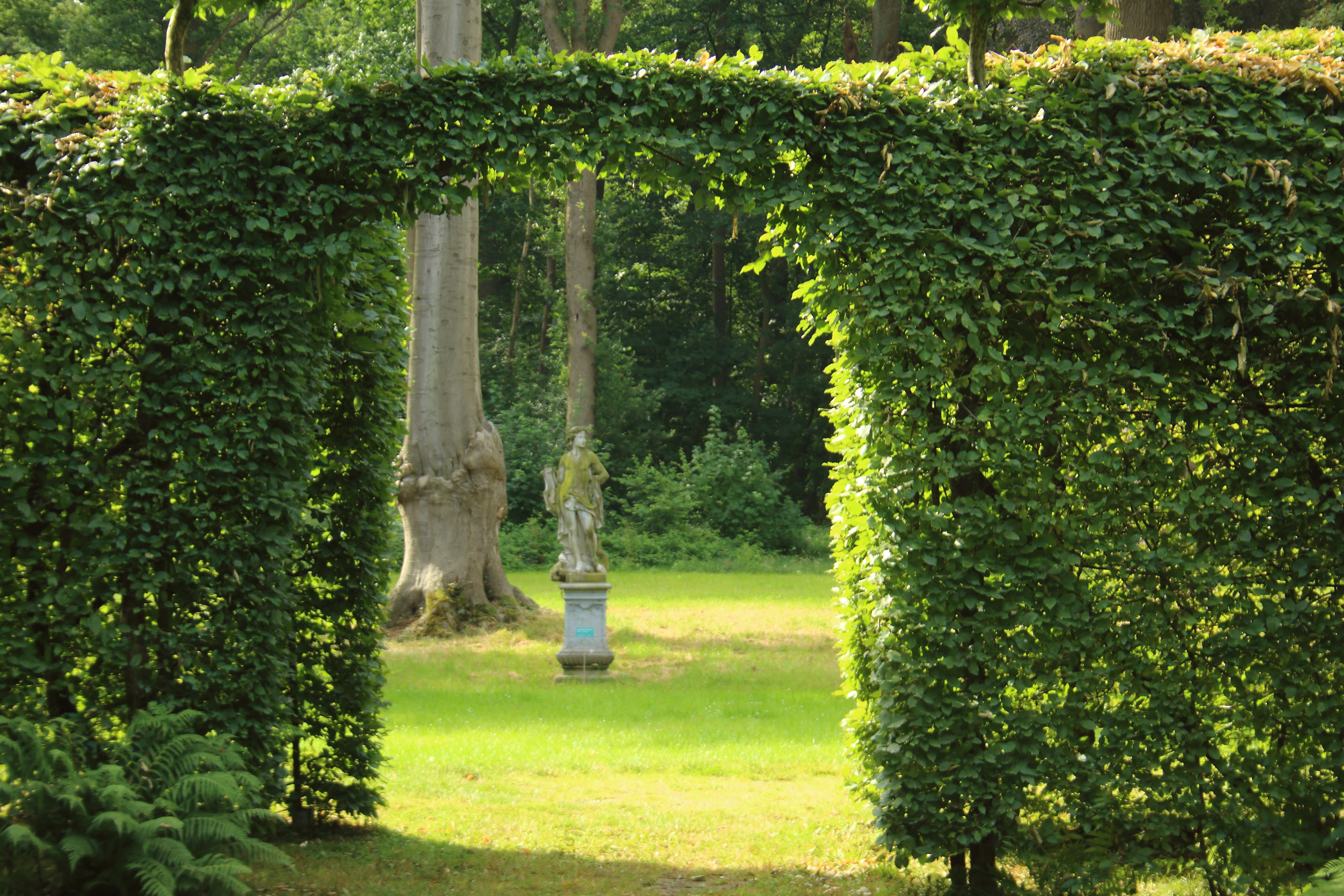
Lovertheater
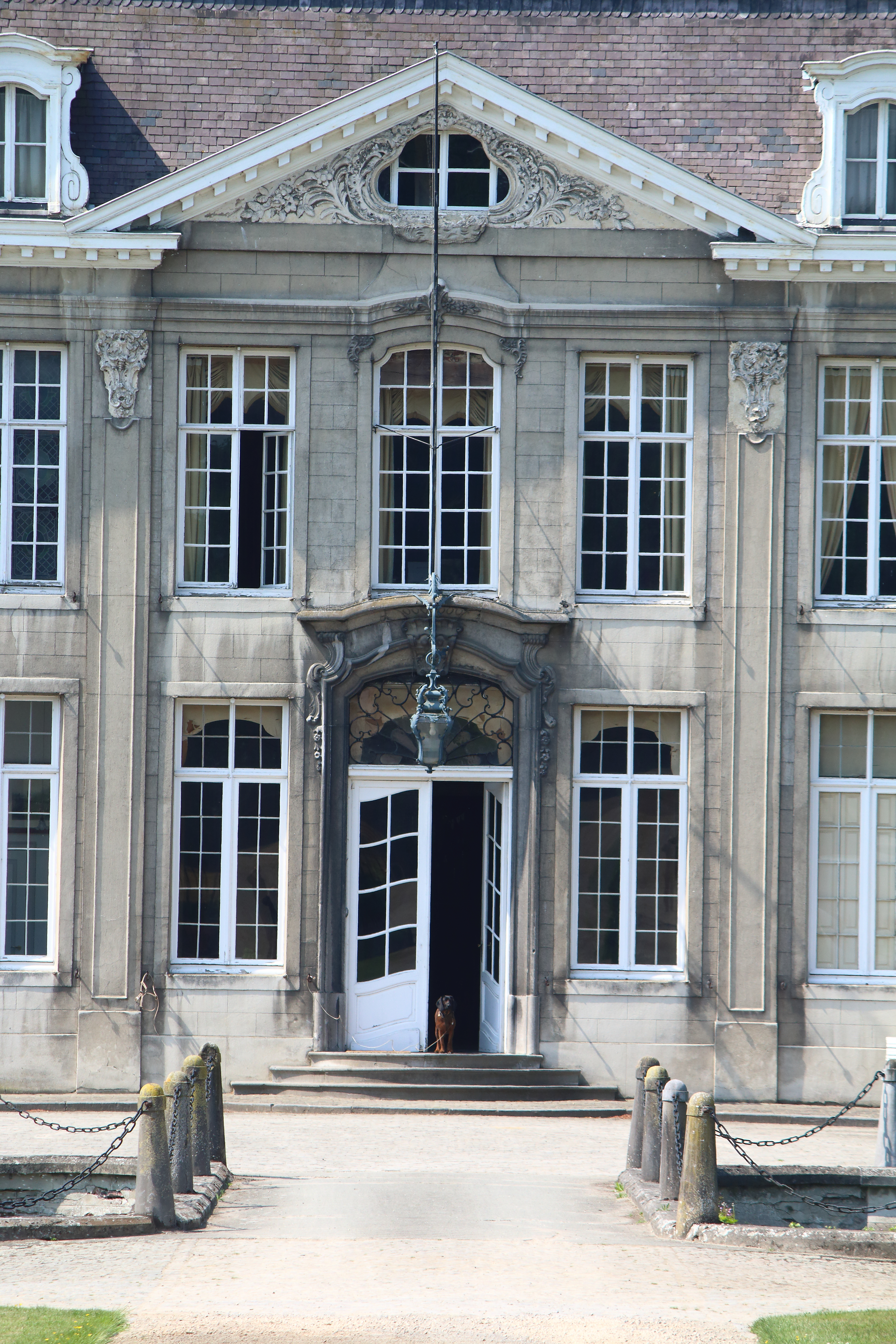
Vooraanzicht
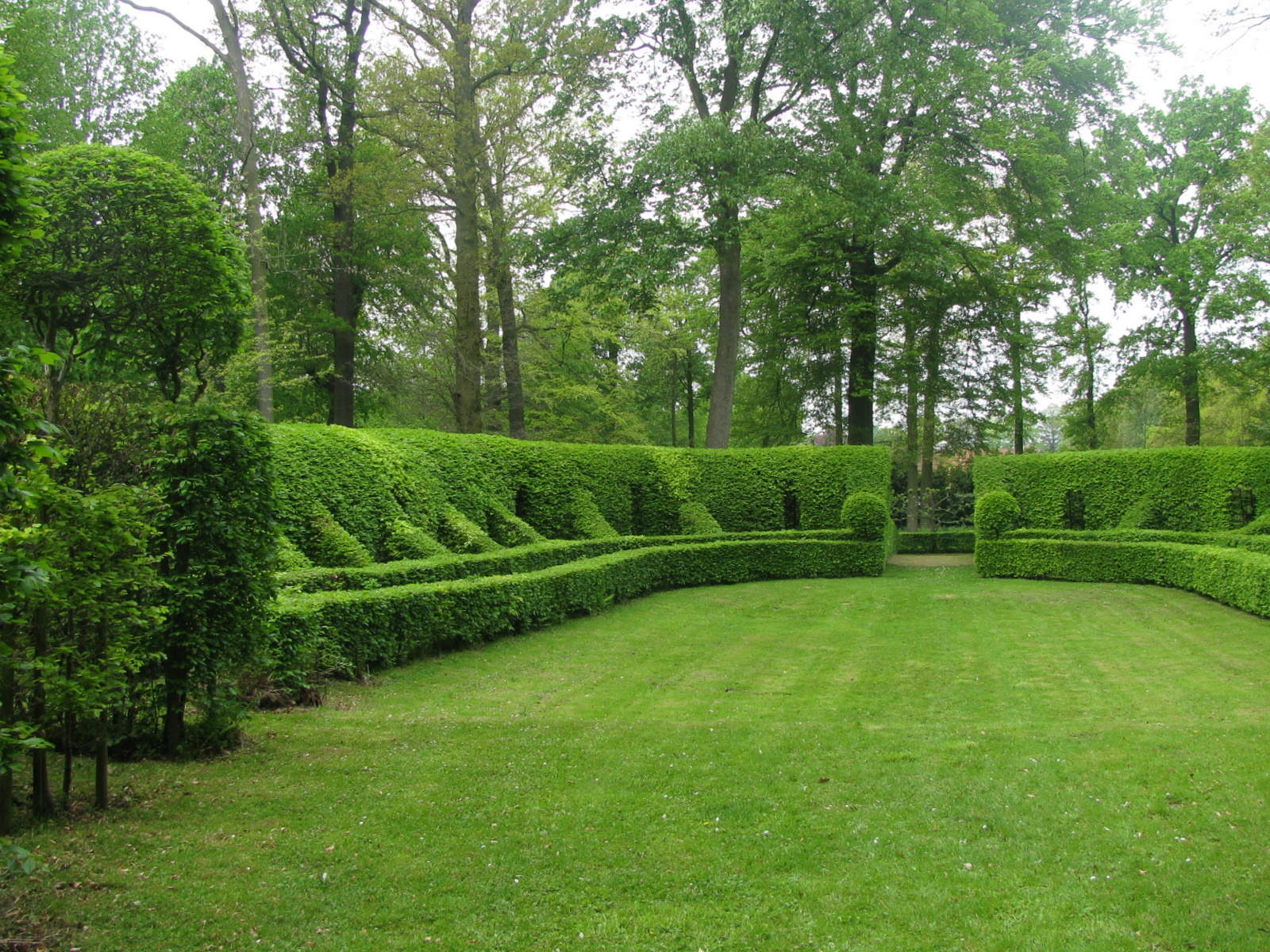
Lovertheater
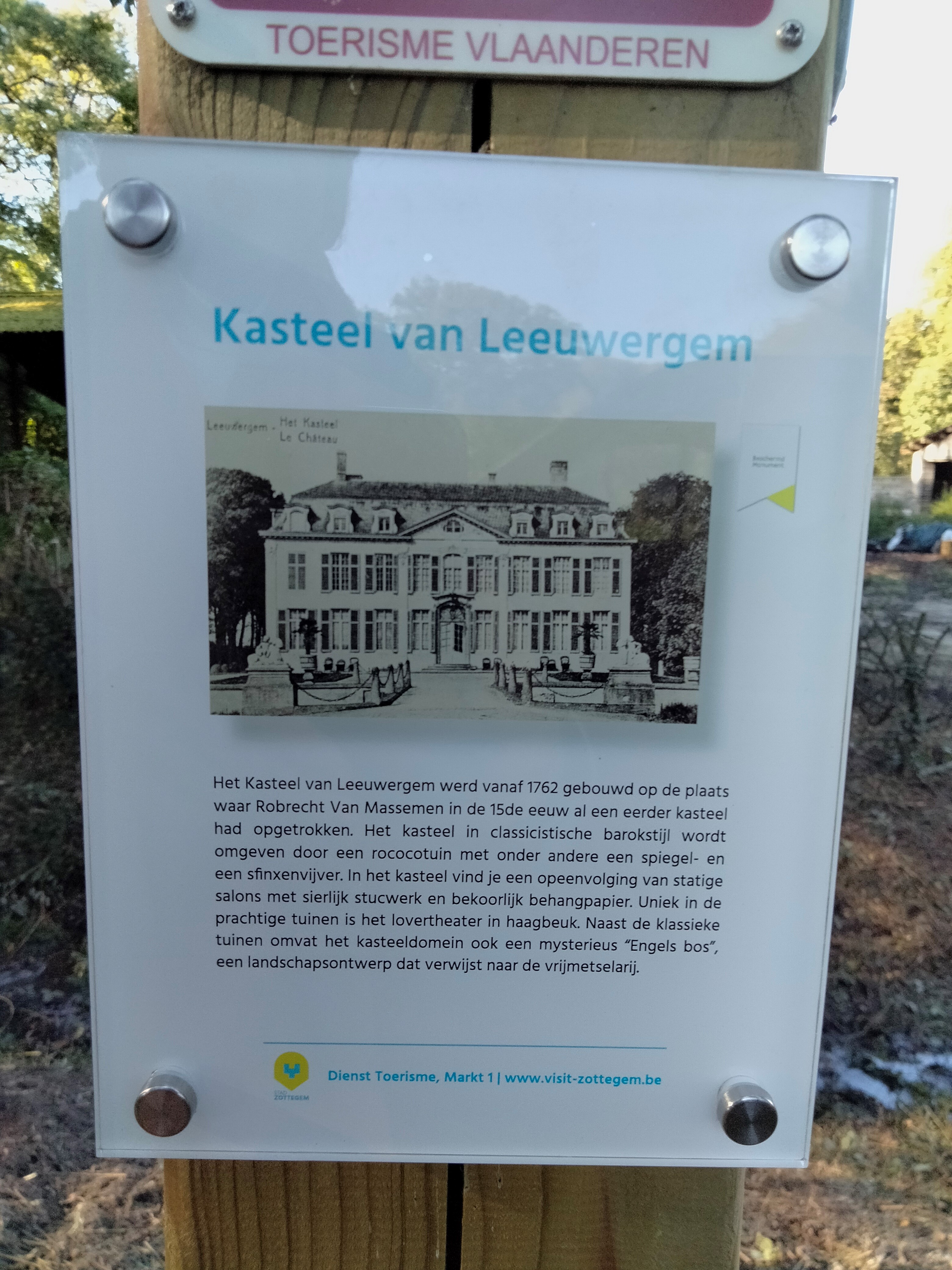
Infobord
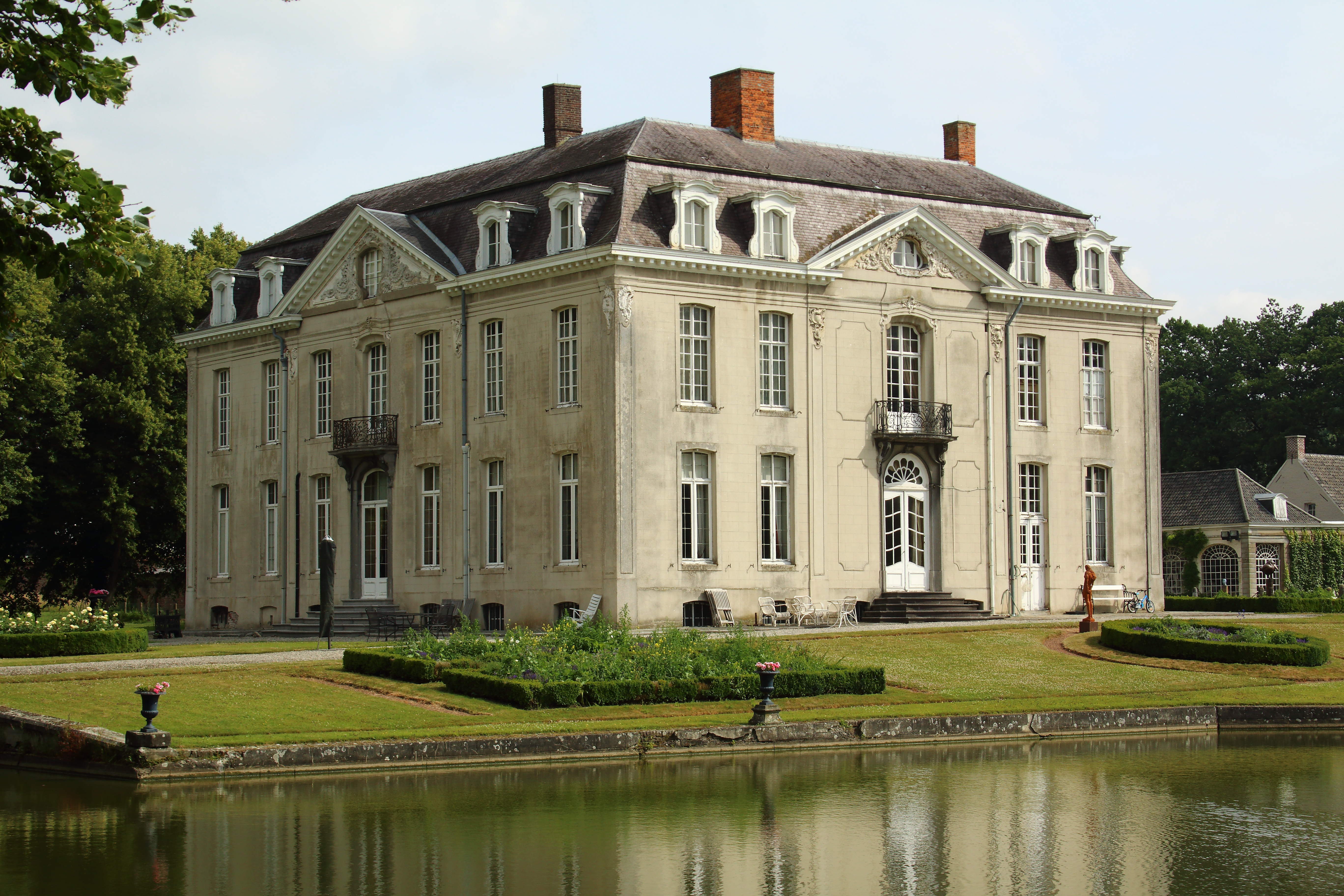
Zijaanzicht
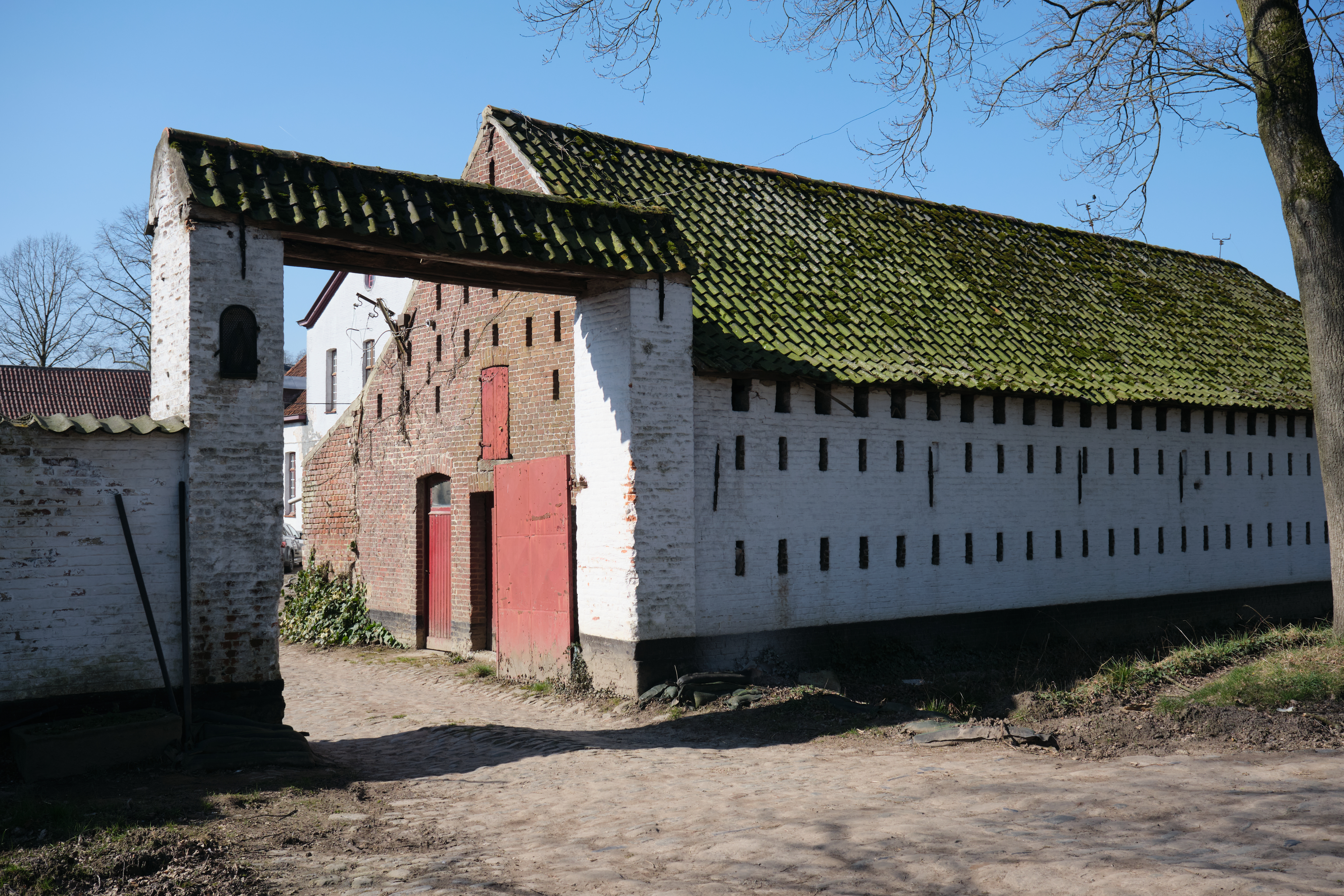
Zottegem - Leeuwergem Kasteeldomein - Neerhof
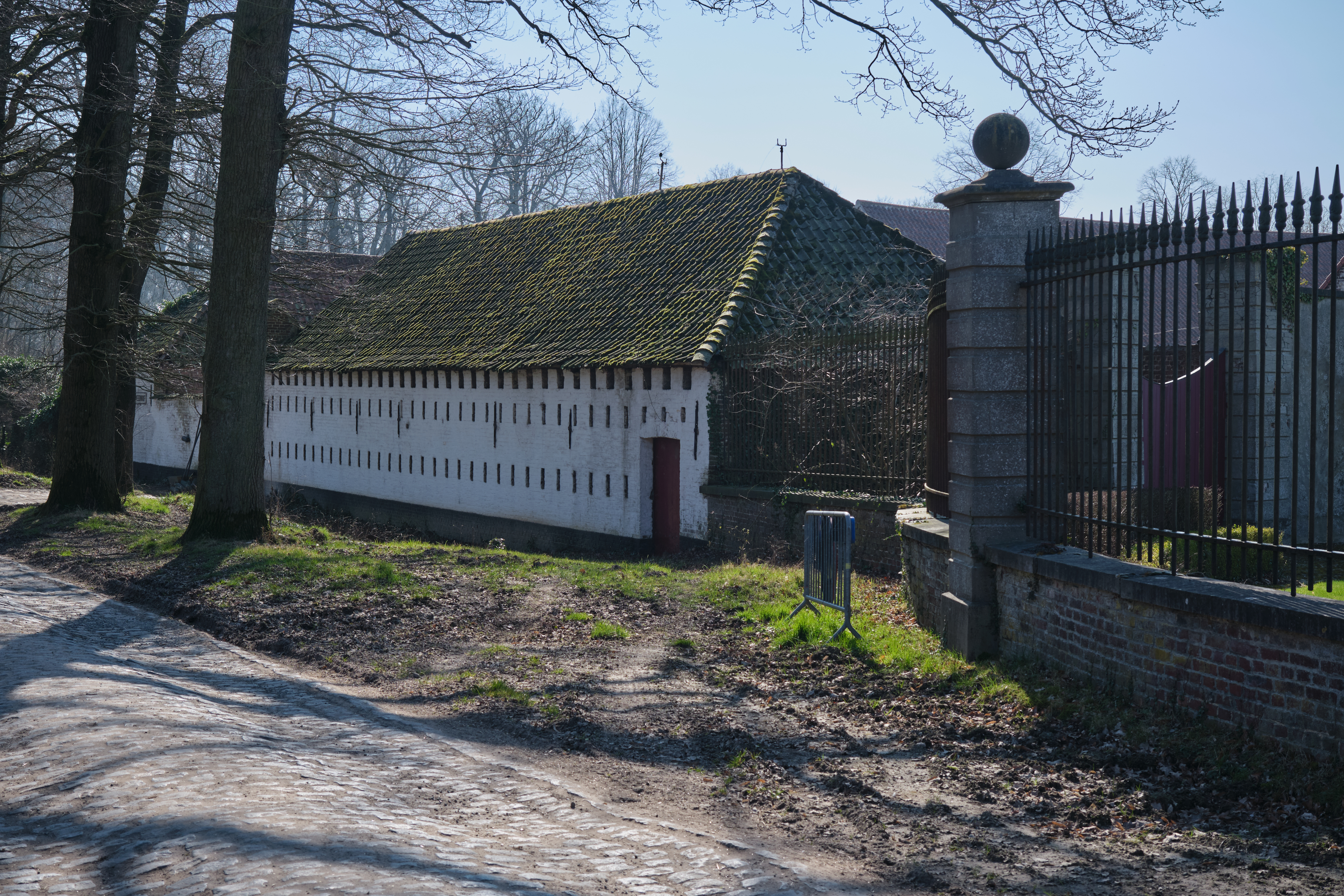
Zottegem - Leeuwergem Kasteeldomein - Neerhof
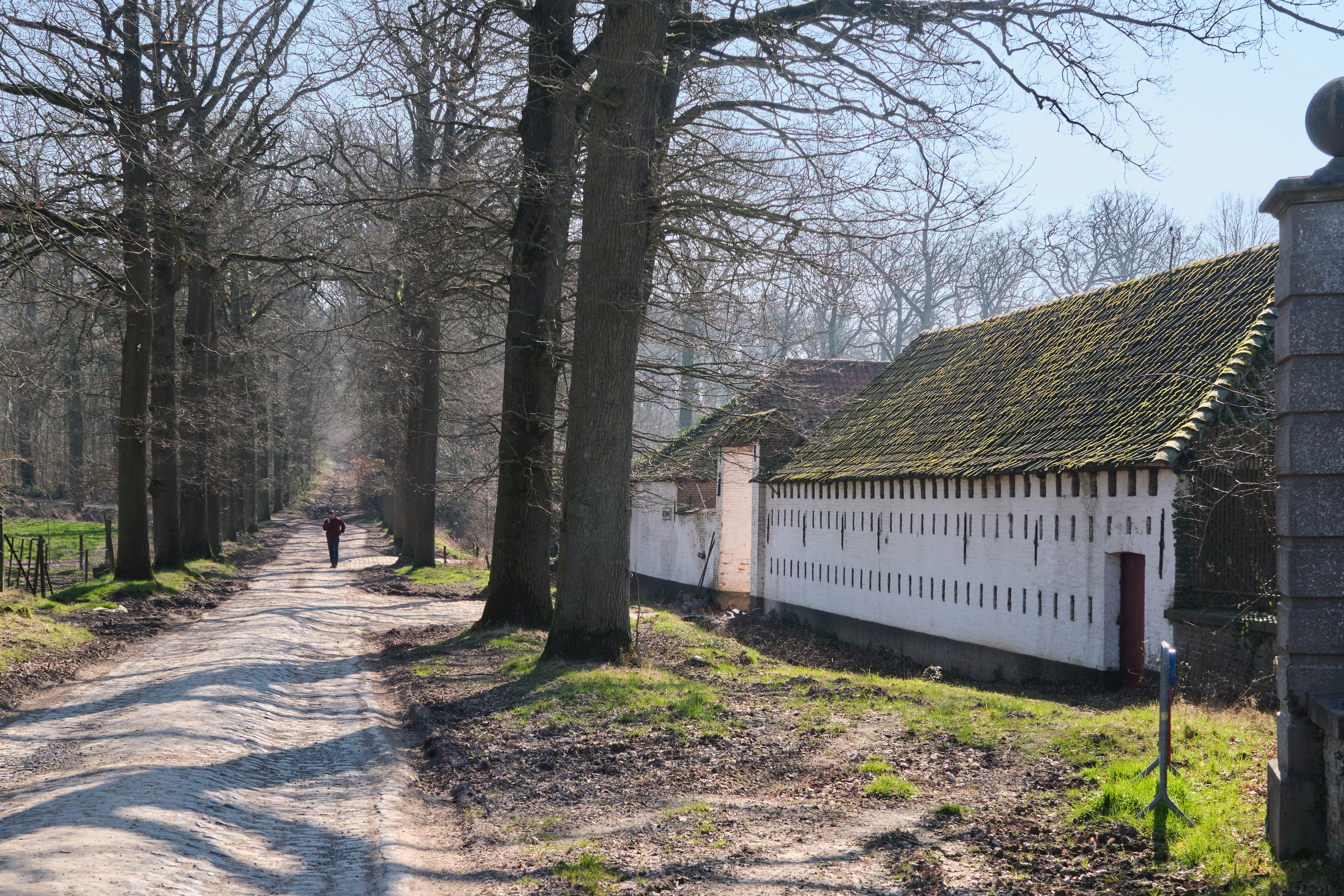
Zottegem - Leeuwergem Kasteeldomein - Neerhof
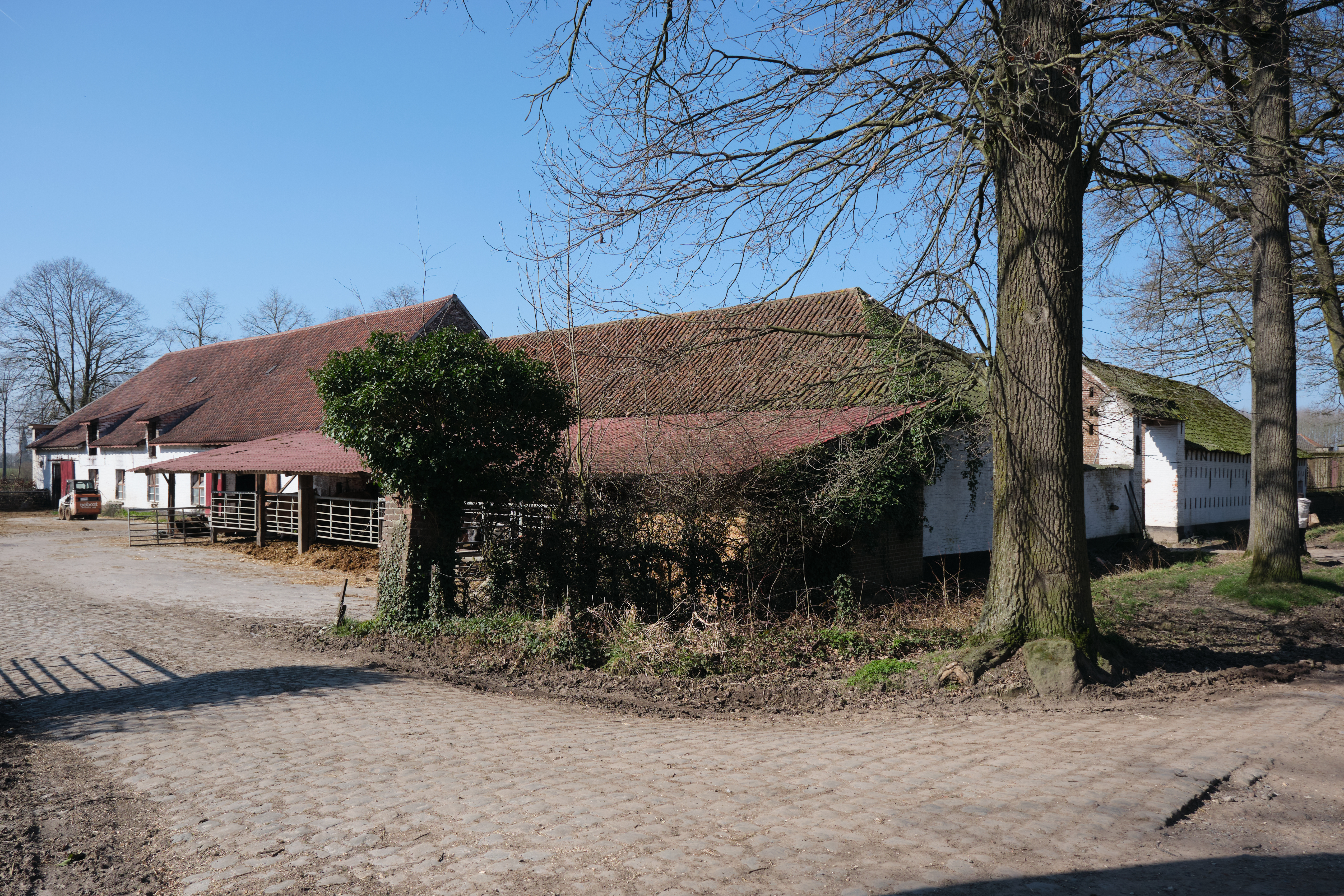
Zottegem - Leeuwergem Kasteeldomein - Neerhof